# Rugby Summer Cup 2018
El Rugby Summer Cup 2018 fue una competición amistosa de rugby llevada a cabo en Tbilisi, capital de Georgia.
Participaron las selecciones secundarias de Argentina y de Georgia, la selección absoluta de Brasil y un equipo de Francia. El torneo se desarrolló a dos fechas, en cada una de ellas un equipo europeo se enfrentó a uno sudamericano.

## Equipos participantes
- Selección de rugby de Argentina A (Argentina XV)
- Selección de rugby de Brasil (Tupís)
- Selección de rugby de Georgia A (Georgia XV)
- Racing 92

## Posiciones[5]
| Pos. | Equipo       | Encuentros | Encuentros | Encuentros | Encuentros | Tantos  | Tantos    | Tantos     | Puntos |
| Pos. | Equipo       | jugados    | ganados    | empatados  | perdidos   | a favor | en contra | diferencia | Puntos |
| ---- | ------------ | ---------- | ---------- | ---------- | ---------- | ------- | --------- | ---------- | ------ |
| 1    | Racing 92    | 2          | 2          | 0          | 0          | 59      | 15        | + 44       | 8      |
| 2    | Georgia XV   | 2          | 1          | 0          | 1          | 41      | 42        | - 1        | 4      |
| 3    | Brasil       | 2          | 1          | 0          | 1          | 27      | 63        | - 36       | 4      |
| 4    | Argentina XV | 2          | 0          | 0          | 2          | 30      | 37        | - 7        | 0      |

Nota: Se otorgan 4 puntos al equipo que gane un partido, 2 al que empate y 0 al que pierda

## Resultados

### Primera fecha
| 28 de julio | Georgia XV | 23 - 22 | Argentina XV | Estadio Mikheil Meskhi, Tbilisi, Georgia |  |
|             |            | Reporte |              |                                          |  |

| 28 de julio | Racing 92 | 45 - 7  | Brasil | Estadio Mikheil Meskhi, Tbilisi, Georgia |  |
|             |           | Reporte |        |                                          |  |

### Segunda fecha
| 3 de agosto | Georgia XV | 18 - 20 | Brasil | Estadio Mikheil Meskhi, Tbilisi, Georgia |  |
|             |            | Reporte |        |                                          |  |

| 3 de agosto | Racing 92 | 14 - 8  | Argentina XV | Estadio Mikheil Meskhi, Tbilisi, Georgia |                             |
|             |           | Reporte |              | Árbitro(s): Nika Amashukeli              | Árbitro(s): Nika Amashukeli |

| Bandera de Isla de Francia |
| Campeón Racing 92          |